# Steve Cooper
Steve Cooper, né le 10 décembre 1979 à Pontypridd au Pays de Galles, est un ancien footballeur gallois devenu entraîneur.

## Biographie
Après une carrière de joueur modeste passée dans les échelons inférieurs du football gallois, Cooper entame sa carrière d'entraineur à l'académie de Wrexham.
Il remporte en 2017 la Coupe du monde des moins de 17 ans avec la sélection des jeunes anglais, avant d'obtenir son premier poste dans le monde professionnel à Swansea City en 2019.
Il devient ensuite entraîneur de Nottingham Forest, qu'il mène à la promotion en Premier League, le 29 mai 2022.
En juin 2024, il est nommé nouvel entraîneur de Leicester City FC en signant de jusqu'en 2027. Le 24 novembre 2024, il est limogé de son poste d'entraîneur.